# أولاد الصغير (أولاد إبراهيم الشرقيين)
أولاد الصغير هو دُوَّار يقع بجماعة بئر مزوي، إقليم خريبكة، جهة بني ملال خنيفرة في المملكة المغربية. ينتمي الدوّار لمشيخة أولاد إبراهيم الشرقيين التي تضم 4 دواوير. يقدر عدد سكانه بـ 745 نسمة حسب الإحصاء الرسمي للسكان والسكنى لسنة 2004.

## روابط خارجية
- البوابة الوطنية للجماعات الترابية
- المندوبية السامية للتخطيط